# Протеоглікани
Протеоглікани — важлива складова міжклітинної речовини сполучної тканини тварин. Протеоглікани також розміщені на клітинних поверхнях і внутрішньоклітинних секреторних гранулах.
Протеоглікани утворюють клас дуже сильно глікозильованих глікопротеїнів (макромолекули, які складаються з одного білка та одного чи більше ковалентнозв'язаних глікозаміногліканів). Ці глікозаміноглікальні ланцюги є довгими, лінійними вуглеводними групами, складаються з дисахаридних залишків, що повторюються.
Протеоглікан = глікозаміноглікан(и) + білок

## Функції
Протеоглікани є головними складовими тваринної міжклітинної речовини, яка має стабілізуючий вплив на клітини організму. Тут вони утворюють великі комплекси з іншими протеогліканами, а також з гіалуроновою кислотою, колагеном. Вони мають відношення і до зв'язування катіонів і регулюють рух молекул через екстрацелюлярний матрикс. Є дані про те, що вони можуть чинити вплив на активність і стабільність білків і сигнальних молекул всередині матриксу.

## Групування проетогліканів
Протеоглікани за їхнім глікозаміноглікальним ланцюгом поділяють на групи:
- Гепарансульфат-протеглікани
- Кератансульфат-протеоглікани
- Хондроїтинсульфат-протеоглікани
- Дерматансульфат-протеоглікани

Протеоглікан може мати більше як один тип глікозаміногліального ланцюга; наприклад агрекан містить ланцюги кератансульфату і хондроїтинсульфату. Крім ланцюгів глікозаміногліканів, центральні філаменти подібно до інших молекул можуть приєднувати олігосахариди через N- чи O-глікозидні зв'язки.
По величині центрального філамента протеоглікани подзв'язками на дві групи великі й маленькі протеоглікани. Великі протеоглікани поділяються на гіалектани (агрекан, нейрокан, бревікан, версікан і інші), які своєю чергою поділяються на ті, що зв'язують гіалуронову кислоту, і на ті, що не зв'язують гіалуронову кислоту (перлекан, агрін та інші). До маленьких протеогліканів відносять багаті лейцином протеоглікани (декорін, біглікан, фібромодулін, люмікан та інші).